# Kikis expressbud
Kikis expressbud (japanska: 魔女の宅急便, Majo no takkyūbin, 'Häxans budfirma'?) är en japansk animerad film från 1989. Den regisserades av Hayao Miyazaki och producerades på Studio Ghibli. Filmen är baserad på Eiko Kadonos första bok i serien Kikis expressbud.

## Handling
| Under sina flygfärder träffar Kiki på både kanadagäss och svartvita kråkor, två fågelarter som inte finns naturligt i Japan. |  | Under sina flygfärder träffar Kiki på både kanadagäss och svartvita kråkor, två fågelarter som inte finns naturligt i Japan. |
| Under sina flygfärder träffar Kiki på både kanadagäss och svartvita kråkor, två fågelarter som inte finns naturligt i Japan. |  | |

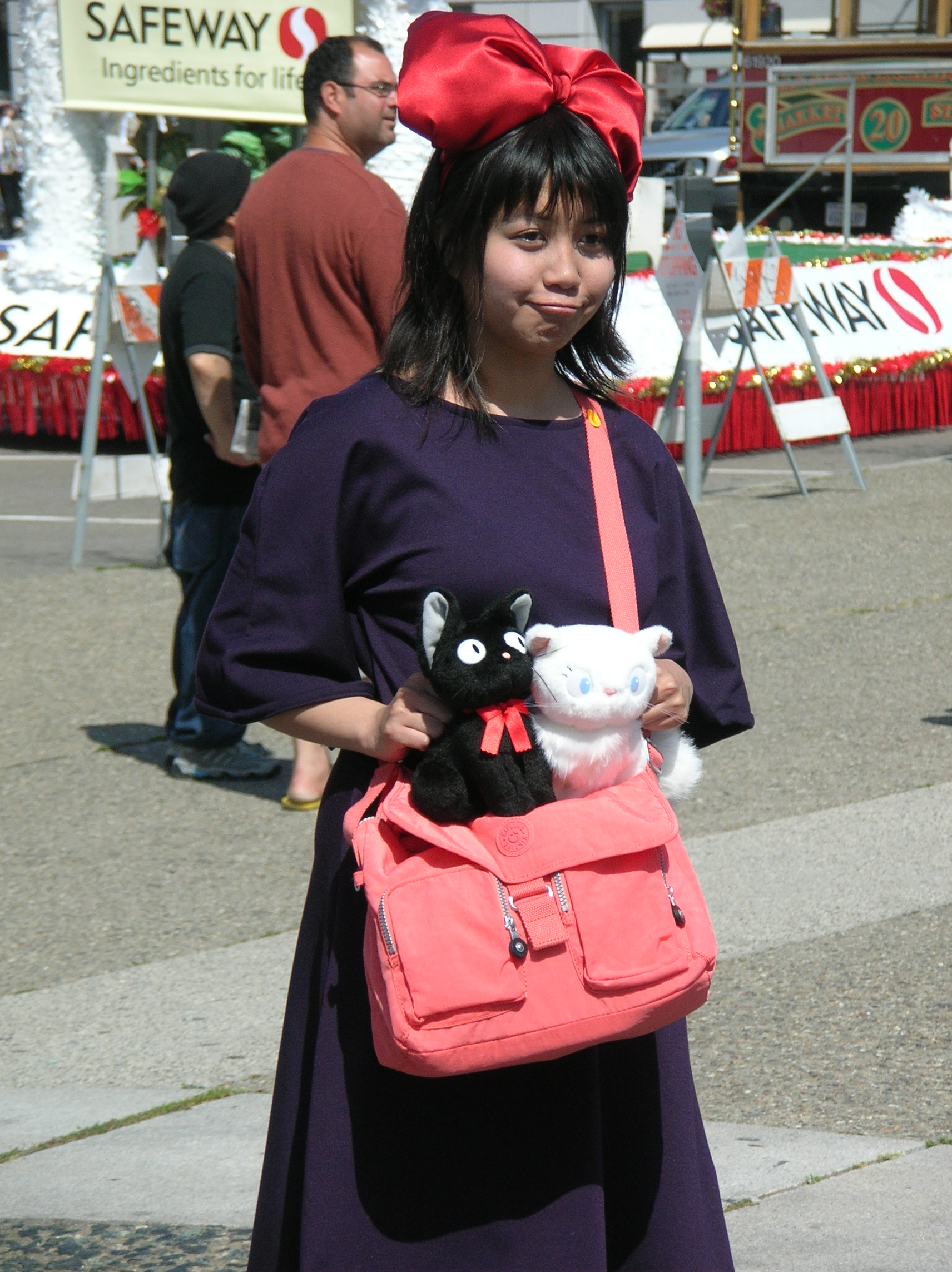
En person som cosplayar som Kiki (Northern California Cherry Blossom Festival 2010).

Den 13-åriga häxan Kiki följer traditionen att tillbringa ett år i en främmande stad (i hennes fall hamnstaden Koriko) för att kunna bli en fullvärdig häxa, med bara sin flygande kvast och sin svarta katt som sällskap.
I början är det svårt för Kiki att anpassa sig till stadslivet, men hon startar snart en budfirma med sin flygande kvast. Hon får kämpa sig genom många motgångar, och värst är det när hon förlorar sin magiska kraft. Med hjälp av nya vänner hittar hon dock tillbaka till sin kraft igen när den behövs som mest, och hon lär sig samtidigt en viktig läxa om självständighet och beroende.
Kiki fraktar olika saker med sin budfirma. Det kan vara bröd och bakelser från bageriet där hon bor. Vid ett tillfälle rycker hon ut och returnerar en bortappad napp. Vid ett annat levererar hon en bur med en uppstoppad katt inuti.

## Bakgrund och produktion
Regissören Miyazaki besökte Sverige på 1970-talet, för att försöka få animationsrättigheterna till Pippi Långstrump från Astrid Lindgren, något han misslyckades med. Sverige – särskilt Stockholm och Visby – gjorde dock ett stort intryck på honom. Inför produktionen av Kikis expressbud besökte folk ur animationsteamet Sverige och fick med sig mängder av foton (80 filmrullar) tillbaka till Japan igen, foton som användes för att utforma filmens Koriko. Koriko är primärt baserad på Gamla stan i Stockholm och Visby, men här finns också små bitar av Paris, Neapel, Lissabon och San Francisco. Delar av Helsingborg, till exempel Gustaf Krantz herrmodeaffär, återfinns också i filmen.  Ena sidan av stan vetter åt Medelhavet till, den andra sidan åt Östersjön. Återgivningen av de miljöer som inspirerat Koriko är så detaljerad att till och med vägskyltar och skyltar med gatunamn är en exakt kopia av hur de ser ut i verkligheten, vilket bland annat gör att gator i Gamla stan har gatunamnen skrivna på svenska.

## Rollista i urval
Rollfigur – Japansk röst – Svensk röst - Engelsk röst
- Kiki – Minami Takayama – Sandra Kassman - Kirsten Dunst
- Ursula – Minami Takayama – Rakel Wärmländer - Janeane Garofalo
- Jiji - Rei Sakuma – Hans Jonsson - Phil Hartman
- Tombo - Kappei Yamaguchi – Oliver Åberg - Matthew Lawrence
- Osono – Keiko Toda – Myrra Malmberg - Tress MacNeille
- Kokiri, Kikis mor – Mieko Nobusawa – Julia Dufvenius - Kath Soucie
- Okino, Kikis far – Koichi Miura – Niclas Wahlgren
- Madame – Haruko Kato – Nina Nelson
- Bertha – Hiroko Seki – Irene Lindh
- Ketto – Yuriko Fuchizaki – Joel Nyström

Den franska filmtiteln ('Kiki den lilla häxan').

## Distribution
Filmen hade premiär 17 juli 1988 i Japan. Den blev den första Studio Ghibli-filmen att toppa listan över årets mest framgångsrika biofilm i Japan.

### Svensk premiär
Den svenska biopremiären ägde rum den 23 november 2007. Därefter släpptes filmen på DVD, med både svensk dubbning och japansk originaldubbning och svensk textning.
- 23 november 2007 Biopremiär i Sverige
- Mars 2008 DVD-släpp

## Originalböcker
Den japanska författaren Eiko Kadono har skrivit tre böcker om Kiki, och den första är den filmen (fritt) baseras på. Alla tre böckerna har givits ut på svenska (2006, 2007 och 2009), på förlaget Ordbilder, som med sin första boköversättning fastställde den svenska franchise-titeln som Kikis expressbud.
År 2014 producerades en spelfilm baserad på bokserien. Se vidare Kikis expressbud (2014).